# Jelena Korikova
Jelena Jurjevna Korikova (rus. Елена Юрьевна Корикова) je ruska glumica poznata po glavnoj ulozi u seriji Kneginja Anastasija. Rođena je 12. aprila 1972. godine u Tobolsku (Rusija) gde je provela i detinjstvo, a prvu ulogu imala je 1989. godine u Ха-би-ас-сы. Pored televizije glumi i u pozorištu. Nominovana je kao najbolja glumica za film Барышня-крестьянка, a 2004. godine je proglašena za najlepšu Ruskinju.

## Spoljašnje veze
- Jelena Korikova na sajtu  (jezik: engleski)